# Amit Sahai
Amit Sahai (en hindi : अमित सहाय ; né en 1974) est un informaticien américain. Il est professeur d'informatique à l'Université de Californie à Los Angeles (UCLA) et directeur du « Center for Encrypted Functionalities ».

## Biographie
Amit Sahai est né en 1974 à Thousand Oaks, en Californie, de parents immigrés d'Inde. Il a obtenu un BA en mathématiques avec une mineure en informatique à l'Université de Californie à Berkeley en 1996. À Berkeley, Sahai a été l'un des membres de l'équipe de trois personnes qui a remporté la première place au International Collegiate Programming Contest de l'ACM en 1996.
Sahai a obtenu son Ph. D. en informatique au Massachusetts Institute of Technology en 2000 sous la direction de Shafi Goldwasser avec une thèse intitulée New Frontiers in Zero Knowledge. Il a rejoint la faculté d'informatique de l'Université de Princeton. En 2004, il a changé pour l'Université de Californie à Los Angeles, où il occupe depuis le poste de professeur d'informatique.

## Recherche
Les intérêts de recherche d'Amit Sahai portent sur la sécurité et la cryptographie, et plus largement sur l'informatique théorique. Les contributions notables de Sahai incluent:
- Obfuscation. Sahai est coinventeur des premiers schémas candidats de l'obfuscation indistinguable à usage général, avec une sécurité basée sur une conjecture mathématique[5]. Avant cela, Sahai a coécrit un article fondateur formalisant la notion d'obscurcissement cryptographique et montrant que des formes fortes de cette notion sont impossibles à réaliser[6].
- Cryptage fonctionnel. Sahai a notamment coécrit un article qui a introduit le chiffrement par attributs fonctionnel[7].
- Preuves à connaissance nulle. Sahai a coécrit plusieurs articles sur la preuve à divulgation nulle de connaissance, en particulier en introduisant le concept de preuves concurrentes à connaissance nulle[8]. Sahai est également coauteur de l'article qui a introduit la technique MPC-in-the-head pour l'utilisation de protocoles de calcul multipartite sécurisé (MPC) pour des preuves efficaces sans connaissance[9].
- Calcul multipartite sécurisé. Sahai est coauteur du premier protocole MPC universellement composable sécurisé[10], le premier protocole de ce type qui a évité le besoin de configurations de confiance[11] et le « compilateur IPS » pour créer des protocoles MPC efficaces[12]. Il est également coéditeur d'un livre sur le sujet[13].

## Prix et distinctions
Sahai est conférencier invité « Distinguished Cryptographer » 2004 aux NTT Labs, au Japon. Il est Alfred P. Sloan Foundation Research Fellow en 2002, a reçu un Okawa Research Grant Award en 2007, un Xerox Foundation Faculty Award en 2010 et un Google Faculty Research Award en 2010.
Sahai a été élu membre ACM en 2018 pour « ses contributions à la cryptographie et au développement de l'obscurcissement de l'indiscernabilité ».
En 2019, il a été nommé membre de l' Association internationale pour la recherche cryptologique pour « ses contributions fondamentales, notamment pour sécuriser le calcul, la connaissance zéro et le cryptage fonctionnel, et pour ses services à l'IACR ».
Sahai a été nommé Simons Investigator en 2021. Il a également été nommé membre de la Royal Society of Arts
En 2022, il a reçu le prix Michael et Sheila Held de l'Académie nationale des sciences pour « des recherches exceptionnelles, innovantes, créatives et influentes dans les domaines de l'optimisation combinatoire et discrète, ou des parties connexes de l'informatique, telles que la conception et l'analyse des algorithmes et de la théorie de la complexité. ».